# Четвертий уряд Марка Рютте
Четвертий кабінет Рютте — чинний уряд Нідерландів. Його урочисте відкриття відбулося 10 січня 2022 року. Кабінет міністрів є продовженням попереднього третього кабінету Рютте і складається з консервативно-ліберальної Народної партії за свободу та демократію (VVD), соціал-ліберальних демократів 66 і християнсько-демократичної партії Християнсько-демократичний заклик (CDA) і Християнський союз (МС) після виборів 2021 року.